# Francesco Toldo
Francesco Toldo (Padova, 1971. december 2.) olasz labdarúgó. Pályafutása során játszott többek közt az olasz Serie A-ban szereplő Fiorentina és az Internazionale csapatában is. Kapus poszton volt bevethető. A 2000-es Eb-n ezüstérmes olasz válogatott hálóőre.

## Klubokban
A Milanban nevelkedett, bár soha nem játszott a piros-feketék csapatában. Kölcsönben játszott a Verona (1990–91) Trento (1991–92) és a Ravenna (1992–93) gárdájában is. Ezután a Fiorentina csapatát erősítette nyolc éven keresztül. Kétszer volt a violákkal kupagyőztes, és bemutatkozott a Bajnokok Ligájában is. 2000-ben az év kapusának választották a Seria A-ban. Több mint 200 bajnokit játszott a  Fiorentina színeiben, a klub csődbemenetele előtt egy évvel, 2001-ben az Internazionalehoz igazolt, ahol első számú hálóőrnek számított egészen 2005 nyaráig a brazil Júlio César érkezéséig. Miután már nem ő számított az első számú kapusnak több csapattal is hírbe hozták, de meghosszabbította a szerződését és a megegyezés értelmében Toldo 2010-ig, azaz visszavonulásáig az Inter játékosa maradt. A milánói kék-fekete csapattal megnyert minden fontos hazai címet, az Inter szinte egyeduralkodó volt a 2006-os bundabotrány, a Calciopoli, és a Juventus kizárása után. Zsinórban ötször nyerték meg a bajnokságot, majd a 2009–2010-es szezonban az európai porondon is csúcsra értek, miután 2–0-ra legyőzték a FC Bayern Münchent a Bajnokok Ligája döntőében.

## Válogatottban
Toldo pályafutása során 2004 végéig 28-szor szerepelt a válogatottban. 1995 október 8-án mutatkozott be a Scuadra Azzurrában a horvátok elleni 1–1 alkalmával. 2000-es labdarúgó Európa-bajnokság előtt nyolc nappal Gianluigi Buffon eltörte a karját a Norvégia elleni barátságos mérkőzésen és Toldo-t választották a válogatott kapusának. Az elődöntőben a hollandok ellen bravúrt bravúrra halmozott, miután a rendes játékidőben és a tizenegyes párbaj során is 2–2 tizenegyest hárított. A döntőben viszont nem tudta hárítani Sylvain Wiltord lövését, amivel a franciák kihúzták hosszabbításra és végül David Trezeguet aranygóljával megnyerték az Európa-bajnokságot.

## Statisztika

### Klub
| Klub szereplés | Klub szereplés | Klub szereplés | Bajnokság       | Bajnokság | Kupa                | Kupa                | Nemzetközi      | Nemzetközi | Összes          | Összes |
| Idény          | Klub           | Bajnokság      | Pályára Lépések | Gólok     | Pályára Lépések     | Gólok               | Pályára Lépések | Gólok      | Pályára Lépések | Gólok  |
| Olaszország    | Olaszország    | Olaszország    | Bajnokság       | Bajnokság | Olasz labdarúgókupa | Olasz labdarúgókupa | Európa          | Európa     | Összes          | Összes |
| -------------- | -------------- | -------------- | --------------- | --------- | ------------------- | ------------------- | --------------- | ---------- | --------------- | ------ |
| 1990–91        | Verona         | Serie B        | 0               | 0         | 0                   | 0                   | -               | -          | 0               | 0      |
| 1991–92        | Trento         | Serie C2       | 38              | 0         | 0                   | 0                   | -               | -          | 38              | 0      |
| 1992–93        | Ravenna        | Serie C1       | 31              | 0         | 0                   | 0                   | -               | -          | 31              | 0      |
| 1993–94        | Fiorentina     | Serie B        | 33              | 0         | 5                   | 0                   | -               | -          | 38              | 0      |
| 1994–95        | Fiorentina     | Serie A        | 34              | 0         | 5                   | 0                   | -               | -          | 39              | 0      |
| 1995–96        | Fiorentina     | Serie A        | 34              | 0         | 8                   | 0                   | -               | -          | 42              | 0      |
| 1996–97        | Fiorentina     | Serie A        | 32              | 0         | 3                   | 0                   | 8               | 0          | 43              | 0      |
| 1997–98        | Fiorentina     | Serie A        | 34              | 0         | 3                   | 0                   | -               | -          | 37              | 0      |
| 1998–99        | Fiorentina     | Serie A        | 33              | 0         | 10                  | 0                   | 3               | 0          | 46              | 0      |
| 1999–00        | Fiorentina     | Serie A        | 34              | 0         | 3                   | 0                   | 13              | 0          | 50              | 0      |
| 2000–01        | Fiorentina     | Serie A        | 32              | 0         | 6                   | 0                   | 2               | 0          | 40              | 0      |
| 2001–02        | Inter          | Serie A        | 33              | 0         | 1                   | 0                   | 9               | 0          | 43              | 0      |
| 2002–03        | Inter          | Serie A        | 32              | 0         | 1                   | 0                   | 18              | 0          | 51              | 0      |
| 2003–04        | Inter          | Serie A        | 32              | 0         | 2                   | 0                   | 11              | 0          | 45              | 0      |
| 2004–05        | Inter          | Serie A        | 30              | 0         | 2                   | 0                   | 7               | 0          | 39              | 0      |
| 2005–06        | Inter          | Serie A        | 9               | 0         | 5                   | 0                   | 5               | 0          | 19              | 0      |
| 2006–07        | Inter          | Serie A        | 6               | 0         | 9                   | 0                   | 2               | 0          | 17              | 0      |
| 2007–08        | Inter          | Serie A        | 3               | 0         | 5                   | 0                   | 0               | 0          | 8               | 0      |
| 2008–09        | Inter          | Serie A        | 3               | 0         | 3                   | 0                   | 1               | 0          | 7               | 0      |
| 2009–10        | Inter          | Serie A        | 0               | 0         | 3                   | 0                   | 0               | 0          | 3               | 0      |
| Ország         | Olaszország    | Olaszország    | 483             | 0         | 74                  | 0                   | 79              | 0          | 636             | 0      |
| Összes         | Összes         | Összes         | 483             | 0         | 74                  | 0                   | 79              | 0          | 636             | 0      |

### Válogatott
| Olasz válogatott | Olasz válogatott | Olasz válogatott |
| Év               | Pályára lépések  | Gólok            |
| ---------------- | ---------------- | ---------------- |
| 1995             | 1                | 0                |
| 1996             | 5                | 0                |
| 1997             | 0                | 0                |
| 1998             | 0                | 0                |
| 1999             | 0                | 0                |
| 2000             | 11               | 0                |
| 2001             | 2                | 0                |
| 2002             | 4                | 0                |
| 2003             | 4                | 0                |
| 2004             | 1                | 0                |
| Összesen         | 28               | 0                |

## Sikerei, díjai

### Klub
Fiorentina
- Olasz kupa: 1995–1996, 2000–2001
- Olasz Szuperkupa: 1996

Inter
- Bajnokok ligája: 2009–2010
- Serie A

2005–2006, 2006–2007, 2007–2008, 2008–2009, 2009–2010
- Olasz kupa: 2004–2005, 2005–2006, 2009–2010
- Olasz Szuperkupa: 2005, 2006, 2008

### Válogatott
Olaszország
- labdarúgó-Európa-bajnokság: 2000 (döntős)

Olaszország U21
- Európa-bajnok: 1994

### Egyéni
- Serie A az év kapusa: 2000
- labdarúgó-Európa-bajnokság All-Star-válogatott tagja: 2000